# NGC 25

NGC 25

إن جي سي 25 (بالإنجليزية: NGC 25)‏ التي يرمز لها بالرمز NGC 25، هي مجرة، في كوكبة العنقاء.

## الاكتشاف
اكتشفت في 28 أكتوبر 1834، بواسطة جون هيرشل.